# 沖縄県道139号線
沖縄県道139号線（おきなわけんどう139ごうせん）は沖縄県島尻郡与那原町与那原を通っていた一般県道。2007年（平成19年）12月25日沖縄県告示第778号により廃止された。

## 概要

### 区間
- 起点・島尻郡与那原町字与那原（国道331号・沖縄県道77号糸満与那原線）
- 終点・島尻郡与那原町字与那原（沖縄県道77号糸満与那原線）
- 総延長・224m（実延長も同じ。2006年）

### 通過自治体
- 島尻郡与那原町

### 交差する道路
- 国道331号（起点）
- 沖縄県道77号糸満与那原線（起点で国道331号と重複、終点）

### 重複区間
- 沖縄県道77号糸満与那原線（全線）

## 歴史・特徴
- 1955年（昭和30年）に琉球政府道139号線として指定。1972年（昭和47年）の本土復帰と同時に県道139号線となる。
- もともとは市街地の中を通る県道とは思えない狭い道路（終点は行き止まり）だったが、隣町の西原町と進んでいる埋め立て事業で同事業予定地まで延長が計画されており、この道路が今後主要地方道に昇格し、県道糸満与那原線（県道77号）に編入・整備されることになったため、2007年（平成19年）12月に廃止された。